# Rijnsburgstraat
De Rijnsburgstraat is een straat in Amsterdam-Zuid tussen de Sloterkade en het Aalsmeerplein. De straat is vernoemd naar de Zuid-Hollandse plaats Rijnsburg. Voordien was het een onderdeel van de Sloterweg, die Amsterdam met het dorp Sloten verbond.
Met de aanleg van de Ringweg Amsterdam in de jaren zeventig verdween het deel van de Sloterweg tussen het Aalsmeerplein en de Johan Huizingalaan geheel onder het zand. Het gedeelte ten oosten van het Aalsmeerplein werd in 1973 gewijzigd in Rijnsburgstraat.
Aan de Rijnsburgstraat ligt Begraafplaats Huis te Vraag en zijn er drie historische zijstraten uit de tijd van de gemeente Sloten: het Jaagpad, het Spijtellaantje en de Generaal Vetterstraat.